# William Brennan
William Joseph Brennan jr. (Newark, 25 april 1906 - Arlington, 24 juli 1997), was een Amerikaans rechter. Hij diende aan het Hooggerechtshof van 1956 tot 1990.

## Levensloop
Brennan studeerde aan de universiteit van Pennsylvania waar hij slaagde in 1928 en aan de Harvard Law School waar hij zijn graad in rechten behaalde in 1931. Na zijn studie ging hij aan het werk voor een advocatenkantoor in Newark en specialiseerde hij zich in arbeidsrecht. Tijdens de Tweede Wereldoorlog onderbrak hij zijn praktijk om te dienen in het Amerikaanse leger. Tijdens zijn diensttijd klom hij op tot de rang van kolonel.
Na de oorlog keerde hij terug naar Newark en werd hij in 1949 door gouverneur Alfred E. Driscoll aangesteld bij het nieuw opgerichte hooggerechtshof van New Jersey. Het jaar erop ging hij aan het werk met hoger beroepszaken en in 1952 werd hij bevorderd tot rechter van de Hoge Raad van New Jersey.
Republikeins president Dwight D. Eisenhower benoemde hem vervolgens in oktober 1956 tot rechter van het federale Hooggerechtshof, ondanks dat Brennan zelf lid was van de Democratische Partij. De Senaat, op dat moment nog op reces, bevestigde zijn positie op 19 maart 1957 bij acclamatie.
Gedurende zijn loopbaan was Brennan goed voor meer dan 1300 opinions, waarvan 461 bij meerderheid van stemmen. Zaken waarbij hij betrokken was, zijn bijvoorbeeld Furman v. Georgia, Roe v. Wade, Doe v. Bolton en Bob Jones University v. Verenigde Staten.
Hij wordt door analisten beschreven als een van de meest invloedrijke hoge rechters uit zijn tijd. Zo herdefinieerde hij ontucht, smaad, verstrekte hij individuele rechten en bakende hij politieke grenzen af. Verder was hij tegen de doodstraf en een voorstander van abortusrechten, positieve discriminatie en desegregatie op scholen. Verder stelde hij het begrip ceremonieel deïsme vast in de rechtspraak in een dissenting opinion in 1984.
In 1990 trad hij terug na een beroerte.

## Erkenning
In 1989 kende het Franklin and Eleanor Roosevelt Institute hem de algemene vrijheidsprijs uit de Four Freedoms Awards toe.
In 1993 werd hij onderscheiden met de Presidential Medal of Freedom, de hoogste burgerlijke onderscheiding in de Verenigde Staten.